# 이즈 앗딘 알카삼
이즈 압드 알카다르 이븐 무스타파 이븐 유서프 이븐 무함마드 알카삼(아랍어: عز الدين بن عبد القادر بن مصطفى بن يوسف بن محمد القسام;, 1882년 12월 19일 ~ 1935년 11월 20일)은 시리아인 무슬림 설교자였으며 1920~1930년대 레반트 지역에서 영국과 프랑스의 강제 통치에 맞서는 투쟁 지도자였다. 1920년대와 1930년대에 시오니즘에 반대한 전투적 인물이다.
1882년 자블레에서 태어났다. 이집트의 알아즈하르 대학교에서 수학하고 귀향하여 이슬람 복고주의 설교자가 되었다. 1911년부터 이탈리아 점령에 대한 저항의 지지자로 활동하였으며 1919~1920년에는 이브라힘 하나누와 함께 북부 시리아에서 프랑스의 통치에 반대하는 반란을 이끌었다.
반란에서 패배한 후 팔레스타인으로 이주하여 와크프 관리자로 활동하며 영국의 지배와 시오니즘에 대항하기 위한 성전을 주창했다. 1935년 경찰을 살해했다는 혐의를 받아 위임통치령 경찰과의 대치 중에 총격으로 사망했다. 그의 운동과 죽음은 1936년 팔레스타인 아랍 봉기를 촉발한 요인 중 하나로 평가된다.
하마스의 군사조직인 이즈 앗딘 알카삼 여단과 카쌈 로켓 등에 그의 이름이 쓰였다.